# Seznam ruskih plesalcev
Seznam ruskih plesalcev.

## A
- Serafina Astafjeva

## B
- Mihail Barišnikov (*1948)
- Svetlana Berjozova (1932–1998)
- Natalija Bessmertnova (1941–2008)

## D
- Sergej Djagilev
- Nikita Dolgušin

## F
- Mihail Fokin
- Margareta Froman (1896–1970) Margarita Petrovna Froman (rusko-ameriška)

## G
- Jekaterina Geltzer
- Aleksander Godunov
- Peter Golovin (Gresserov) (1894–1981)
- Tatjana Gsovska
- Jurij Nikolajevič Grigorovič (1927–2025)
- Irina Gubanova (1940–2000)

## I
- Viktor Isajčev (*1969)
- Lev Ivanov
- Nadežda Ivanova
- Svetlana Ivanova

## K
- Vera Karalli
- Tamara Karsavina (1885–1978)
- Mira Koljcova (*1938)
- Nina Kirsanova (rusko-srbska) (1898–1989)
- Marija Kočetkova (*1985 ?)
- Matilda Kšesinska (1872–1971)

## L
- Leonid Lavrovski

## M
- Askold Makarov
- Anastazija Matvijenko
- Leonid Mjasin
- Igor Mojsejev (1906–2007)
- Irek Muhamedov

## L
- Ernest Latipov
- Leonid Mihajlovič Lavrovski (1905–1967)
- Mihail Lavrovski (*1941)
- Nikolaj Gustavovič Legat (1869–1937)
- Olga Lepešinska(ja) (1916–2008)
- Andris Liepa

## M
- Natalija Makarova (*1940)
- Igor Mojsejev (1906–2007)
- Irek Muhamedov (*1960)

## N
- Nadežda Nadeždina
- Bronislava Nižinska
- Vaclav Nižinski
- Rudolf Nurejev (1938–1993)

## O
- Jelena Obrazcova (*1984)

## P
- Ana Pavlova (1881–1931)
- Maja Plisecka(ja) (1925–2015)
- Jelena Poljakova (1884–1972) (rusko-slovensko-srbsko-čilska)
- Tamara Polonska (1920–1998) (rusko-srbska)
- Sergej Polunin (*1989) (Ukrajinec)
- Olga Preobraženska (rusko-srbska)
- Aleksander Puškin (1907–1970)

## S
- Ljudmila Semenjaka (*1952)
- Marina Semjonova  (1908–2010)
- Polina Semjonova (*1984)
- Olga Spesivceva (1895–1991)

## Š
- Jekaterina Šipulina (*1979)

## T
- Vasilij Tihomirov (1876–1956)

## U
- Galina Ulanova (1909–1998)

## V
- Agripina J. Vaganova (1879–1951)
- Vladimir Vasiljev (*1940)
- Oleg Vinogradov (*1937)
- Diana Višnjeva (*1976)

## Z
- Svetlana Zaharova (*1979)
- Igor Zelenski

## Ž
- Jurij Ždanov (1925–1986)